# Franz Skaupy
Franz Skaupy (Viena, 20 de junho de 1882 – Berlim, 24 de agosto de 1969) foi um físico e inventor austríaco. O Prêmio Skaupy da Fachverband Pulvermetallurgie é denominado em sua homenagem.
Franz Skaupy desenvolveu entre outros a primeira lâmpada Vitalux, uma lâmpada incandescente com vidro com transmissão de UV, como uma lâmpada suave de Dorno (UV-B).

## Vida
Depois de frequentar o ginásio local e estudar na universidade local, Franz Skaupy obteve um doutorado e por indicação de Rudolf Wegscheider foi trabalhar na Auergesellschaft em Berlim.
Durante o seu papel principal desde 1907 e depois como diretor da Studiengesellschaft für elektrische Leuchtröhren, até 1928, que surgiu após a fusão de vários fabricantes de lâmpadas em 1919, Franz Skaupy foi nomeado de 1922 a 1928 para o conselho da Osram. Foi apoiado em seus desenvolvimentos dentre outros por Marcello Pirani e Karl Schröter (* 1885).
A partir de 1928, seguindo o chamado de Walther Nernst, lecionou na Universidade de Berlim, no campo da física técnica.
Franz Skaupy recebeu em 1953 um doutorado honorário da Montanuniversität Leoben e a Medalha Auer von Welsbach

## Patente
- 1918: Österreichische Patent Nr. 59923 de 10 de julho de 1913[4]

## Obras
- Die Grundlagen des Tonfilms / Franz Skaupy; Max Wolff. - 2. Aufl. - 1932: Union Dt. Verl.-ges., 1932, 123 p.
- 1943: Metallkeramik. Die Herstellung von Metallkörpern aus Metallpulvern, Sintermetallkunde und Metallpulverkunde, 1943, ISBN 84-291-6080-9